# Virginie Efira
Virginie Efira (nascida em 5 de maio de 1977) é uma atriz e apresentadora de televisão belga. Em 2023, venceu o Prêmio César de Melhor Atriz por sua atuação no filme Memórias de Paris.

## Início da vida
Filha do professor André Efira, médico oncologista, e Carine Verelst, uma esteticista, artista então restauradora no Maciço do Luberon, Virginie Efira tem uma irmã que joga futebol americano, um irmão pintor e uma segunda que constrói casas na árvore na América do Sul.
Ela tem origem judaica, mas recebeu uma educação ateísta. Seus pais se divorciaram quando ela tinha 9 anos.
Ela estudou latim, matemática, psicologia e ciências sociais, e depois ingressou no Instituto Nacional de Artes Cênicas e depois no conservatório para fazer teatro, estudos que não concluiu.

## Vida pessoal

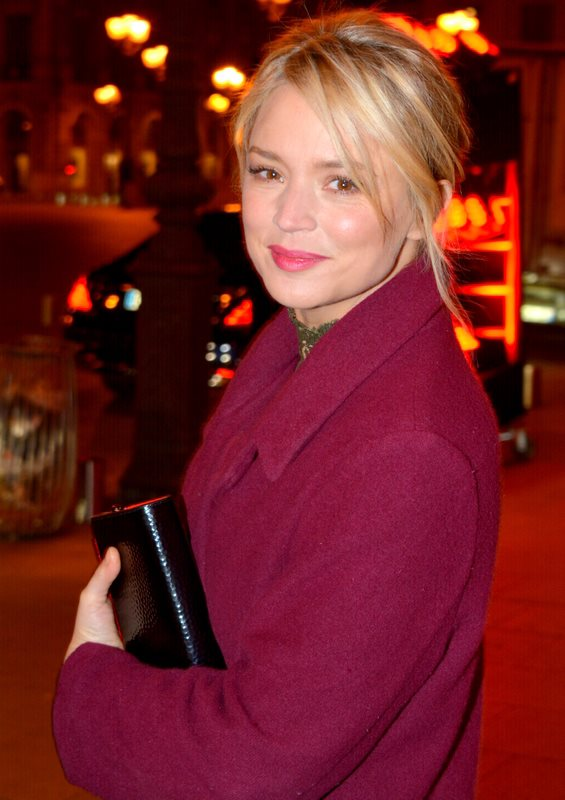
Virginie Efira em 2017

Ela foi casada com Patrick Ridremont de 2002 a 2005, quando se separaram. Eles pediram o divórcio em fevereiro de 2009. De 2013 a 2014, ela foi noiva de Mabrouk El Mechri, com quem tem uma filha, Ali, nascida em 24 de maio de 2013 em Paris.

## Filmografia

### Cinema
| Ano  | Título                      | Papel             | Nota           |
| ---- | --------------------------- | ----------------- | -------------- |
| 2005 | Africains poids-moyens      | Vickie            | curta-metragem |
| 2009 | Les Barons                  | a artista         |                |
| 2010 | Le Siffleur                 | Candice           |                |
| 2010 | L'amour, c'est mieux à deux | Angèle            |                |
| 2010 | Kill Me Please              | Inspetora Evrard  |                |
| 2011 | La Chance de ma vie         | Joanna Sorini     |                |
| 2011 | Mon pire cauchemar          | Julie             |                |
| 2012 | Hénaut Président'           | ela mesma         |                |
| 2013 | Cookie                      | Delphine          |                |
| 2013 | Dead Man Talking            | Élisabeth Lacroix |                |
| 2013 | 20 ans d'écart              | Alice Lantins     |                |
| 2013 | Les Invincibles             | Caroline          |                |
| 2013 | En solitaire                | Marie Drevil      |                |
| 2015 | Caprice                     | Alicia            |                |
| 2015 | Une famille à louer         | Violette          |                |
| 2015 | Le Goût des merveilles      | Louise            |                |
| 2016 | Et ta sœur ?                | Marie             |                |
| 2016 | Un homme à la hauteur       | Diane             |                |
| 2016 | Elle                        | Rebecca           |                |
| 2016 | Victoria                    | Victoria Spick    |                |
| 2017 | Pris de court               | Nathalie          |                |
| 2018 | Le Grand Bain               | Delphine          |                |
| 2018 | Un amour impossible         | Rachel            |                |
| 2018 | Continuer                   | Sybille           |                |
| 2019 | Sibyl                       | Sibyl             |                |
| 2020 | Police                      | Virginie          |                |
| 2020 | Adieu les cons              | Suze Trappet      |                |
| 2021 | Benedetta                   | Benedetta Carlini |                |
| 2021 | Madeleine Collins           | Judith            |                |
| 2021 | Lui                         | a esposa          |                |
| 2021 | En attendant Bojangles      | Camille           |                |
| 2022 | Don Juan                    | Julie             |                |
| 2022 | Revoir Paris                | Mia               |                |
| 2022 | Les Enfants des autres      | Rachel            |                |
| 2023 | Rien à perdre               | Sylvie            |                |
| 2023 | L'Amour et les Forêts       | Blanche / Rose    |                |